# Румынское общество телевидения

Здание телецентра Румынского телевидения в Бухаресте

Румынское общество телевидения (рум. Societatea Românǎ de Televiziune) — государственная организация Румынии, осуществляющая телевещание с 1994 года. С 2004 года обладает исключительным правом на сообщение новостей об участниках парламентских и президентских выборов.

## Телевещательная деятельность организации
Организация ведёт;
- с 1994 года вещание по 1-й телепрограмме Румынии (телепрограмме «ТВР1» (TVR1), ранее с 2001 года называлась «Румыня 1» (Romania 1), с 1999 года «ТВ Румыня 1» (TV Romania 1)), принимается во всех населённых пунктах в Румынии по системам «ДВБ-Т», «ДВБ-Ц», «ДВБ-С», «Ай-Пи-Ти-Ви», до 17 июня 2015 - по системе «ПАЛ», до 2007 года[3] и с 1 декабря 2013[4] ретранслируется в Молдове
- с 1994 года вещание по 2-й телепрограмме Румынии (телепрограмме «ТВР2» (TVR2), ранее с 2001 года называлась «Румыня 2» (Romania 2), с 1999 года «ТВ Румыня 2» (TV Romania 2)), принимается во всех населённых пунктах в Румынии по системам «ДВБ-Т», «ДВБ-Ц», «ДВБ-С», «Ай-Пи-Ти-Ви», до 17 июня 2015 - по системе «ПАЛ»
- с 1994 года до 10 октября 2008 вещание по 3-й телепрограмме в Северо-Восточном регионе Румынии (телепрограмме «ТВР3 Яшь» (TVR 3 Iași))
- с 17 октября 1994 до 10 октября 2008 вещание по 3-й телепрограмме в Западном регионе Румынии;
- с 1 декабря 1998 до 10 октября 2008 вещание по крайовской региональной в Юго-Западном регионе Румынии;
- с 10 октября 2008 года вещание по 3-й телепрограмме Румынии (телепрограмме «ТВР3» (TVR3)), принимается во всех населённых пунктах в Румынии по системам «ДВБ-Т», «ДВБ-Ц», «ДВБ-С», «Ай-Пи-Ти-Ви», до 17 июня 2015 - по системе «ПАЛ»
- с 10 октября 2008 года местные передачи по 3-й телепрограмме Румынии в Северо-восточном регионе Румынии (телепрограмме «ТВР3 Яшь» (TVR 3 Iași))
- с 10 октября 2008 года местные передачи по 3-й телепрограмме Румынии в Центральном регионе Румынии (телепрограмме «ТВР3 Тыргу Муреш»), включает в себя также передачи на венгерском и румынском языках;
- с 10 октября 2008 года местные передачи по 3-й телепрограмме Румынии в северо-западном-регионе Румынии (телепрограмме «ТВР3 Клуж»)
- с 10 октября 2008 года местные передачи по 3-й телепрограмме Румынии в западном регионе Румынии (телепрограмме «ТВР 3 Тимишоара» (TVR 3 Timișoara))
- с 10 октября 2008 года местные передачи по 3-й телепрограмме Румынии в южном и бухарестской регионах Румынии (телепрограмме «ТВР3 Букурешти» (TVR 3 București))
- с 10 октября 2008 года местные передачи по 3-й телепрограмме Румынии в юго-западный регионе Румынии (телепрограмме «ТВР3 Крайова» (TVR 3 Craiova))
- с 1 декабря 1995 вещание по международной телепрограмме «ТВРи» (TVRi) (ранее с 2001 года называлась «Румыня Интернациональ» (Romania International), с 1999 года «ТВ Румыня Интернациональ» (TV Romania International)), принимаемая во всём мире через спутниковое телевидение;
- вещание по молдавской телепрограмме «ТВР Молдова», принимаемого в Молдавии;
- вещание по телепрограмме «ТВР ХД», принимаемого во всех населённых пунктах Румынии по системам «ДВБ-Т», «ДВБ-Ц», «ДВБ-С», «Ай-Пи-Ти-Ви»;
- с 26 апреля 2002 до 15 сентября 2012 вещание по телепрограмме «ТВР Културал» (TVR Cultural) (ранее - «Ромуня Културал» (Romania Cultural)), принимаемого во всех населённых пунктах Румынии по системам «ДВБ-Т», «ДВБ-Ц», «ДВБ-С», «Ай-Пи-Ти-Ви»;
- с 31 декабря 2008 до 15 августа 2012 вещание по телепрограмме «ТВР Инфо» (TVR Info), принимаемого во всех населённых пунктах Румынии по системам «ДВБ-Т», «ДВБ-Ц», «ДВБ-С», «Ай-Пи-Ти-Ви»;.
- с 15 ноября 2012 до 1 августа 2015 вещание по телепрограмме «ТВР Ньюс» (TVR News), принимаемого во всех населённых пунктах Румынии по системам «ДВБ-Т», «ДВБ-Ц», «ДВБ-С», «Ай-Пи-Ти-Ви»;.

## Деятельность организации в Интернете
- С середины декабря 1998 года - сайт tvr.ro, с мая Май 2012 на нём ведётся интернет-вещание
- Страница TVR на youtube
- Страница TVR и страницы телеканалов TVR в facebook
- Страница TVR в twitter

## Управление и финансирование
Управление
Высший орган TVR — Административный совет TVR (Consiliul de administraţie al TVR), назначаемый парламентом, исполнительный орган TVR - Руководящий комитет TVR (Comitetului Director al TVR), высшее должностное лицо TVR — Председатель с полномочиями генерального директора (Preşedinte Director General al TVR), назначается Парламентом. Надзор за соблюдением законов о СМИ в TVR, SRR и в коммерческих вещателях осуществляет Национальный совет аудивизуала (Consiliul Naţional al Audiovizualului), избираемый Парламентом.
Финансирование
Финансируется за счёт налога на радиоприёмники и телевизоры, рекламы и дотаций правительства.
Международное членство
Состоит в Европейском вещательном союзе и является акционером Euronews.

## Цифровое вещание TVR
Спутниковое:
- Eutelsat 16A, транспондер 11512 Гц — TVR1, TVR2, TVR3, TVR Moldova, TVR International, TVR HD[6]